# ويلي يونغ (لاعب كرة قدم أمريكية)
ويلي يونغ (بالإنجليزية: Willie Young)‏ هو لاعب كرة قدم أمريكية أمريكي، ولد في 27 يونيو 1943 في روستون في الولايات المتحدة.

## وصلات خارجية
- ويلي يونغ على موقع مرجع كرة القدم المحترفة.كوم (الإنجليزية)